# Vello axilar
Se denomina vello axilar al vello corporal que aparece  bajo las axilas en el cuerpo humano al comienzo de la pubertad, cuyo crecimiento se completa normalmente al final de la adolescencia. Esta vellosidad varía en cantidad por cuestiones hereditarias y en el crecimiento, aunque también influye la cantidad de hormonas producidas por la persona. Generalmente, el color de este tipo de vello es similar al del cabello, al igual que el vello pectoral y el vello púbico.

## Cambios físicos
El vello axilar se desarrolla a lo largo de 4 etapas, impulsado por los andrógenos producidos en las glándulas suprarrenales durante la adrenarquia, en ambos sexos, así como por la testosterona masculina durante la pubertad. Al igual que se emplea la Escala de Tanner para el vello púbico, el vello axilar se puede clasificar según el sistema desarrollado por el pediatra endocrinólogo Joseph Wolfsdorf, como sigue:
- Wolfsdorf Etapa 1- Sin vello axilar
- Wolfsdorf Etapa 2- Escaso vello axilar (usualmente, coincidiendo con el principio de la adrenarquia)
- Wolfsdorf Etapa 3- Vello axilar grueso, aunque menos que el adulto
- Wolfsdorf Stage 4- Vello axilar adulto

La importancia evolutiva del vello axilar todavía está en discusión. Puede absorber de forma natural el sudor y la humedad y alejarlos de la piel, ayudando a la ventilación. La colonización por bacterias productoras del olor es así alejada.